# Aldrichetta forsteri
Il muggine occhio giallo (Aldrichetta forsteri (Valenciennes, 1836)), è un pesce appartenente alla famiglia Mugilidae, diffuso nell'oceano Pacifico sud-occidentale. È l'unica specie del genere Aldrichetta.

## Descrizione
Si differenzia dalle altre specie di questa famiglia per i suoi occhi intensamente gialli. Le sue dimensioni variano da 25 a 50 centimetri, il suo peso massimo è di circa 1 chilo.

## Distribuzione e habitat
Popola le acque dell'oceano Pacifico sud-occidentale: dall'Australia e dalla Tasmania sino alla Nuova Zelanda e alle isole Chatham.